# Lapidarium

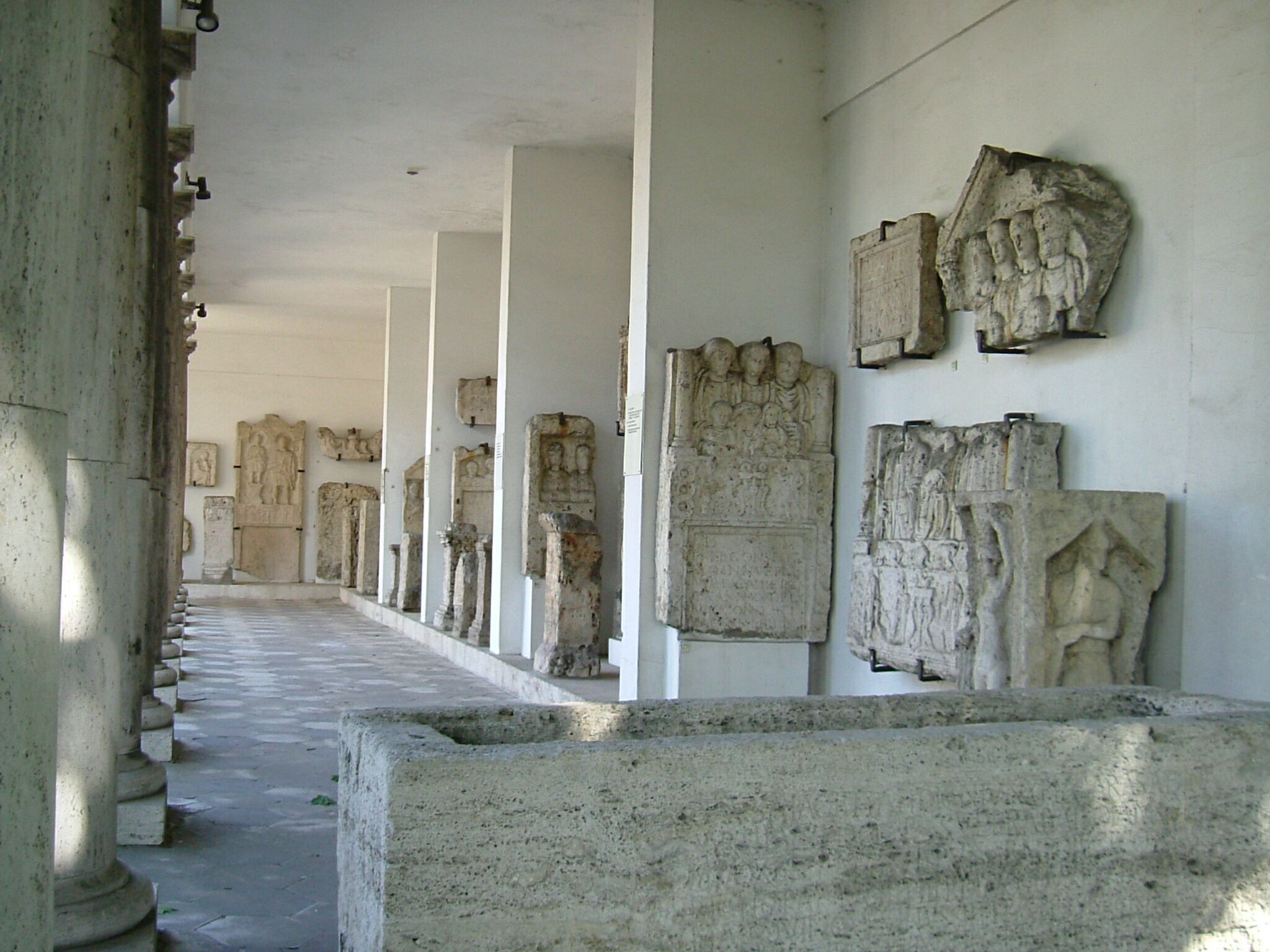
Lapidarium del Museo Aquincum en Budapest (Hungría).

Un lapidarium (del latín, lapis) es un lugar en el que se exhiben monumentos de piedra y fragmentos de interés arqueológico.
Pueden incluir epígrafes; estatuas; elementos arquitectónicos como columnas, cornisas, y acroteras; bajorrelieves, lápidas; y sarcófagos. 
Semejantes colecciones están a menudo expuestos en los patios externos de museos arqueológicos y museos de historia.